# کید اسپید
کید اسپید (انگلیسی: Kid Speed) یک فیلم کمدی صامت کوتاه آمریکایی به کارگردانی لری سمون و نوئل ام. اسمیت است که در سال ۱۹۲۴ منتشر شد. از بازیگران این فیلم می‌توان به اولیور هاردی، لری سمون، دوروتی دوان، فرانک الکساندر، ویلیام هابر و اسپنسر بل اشاره کرد.